# Dvärgskägglav
Dvärgskägglav (Usnea glabrata) är en lavart som först beskrevs av Erik Acharius, och fick sitt nu gällande namn av Vain. Dvärgskägglav ingår i släktet Usnea och familjen Parmeliaceae.  Arten är akut hotad i Sverige. Inga underarter finns listade i Catalogue of Life.